# Ambystoma
Ambystoma – rodzaj płazów ogoniastych z rodziny ambystomowatych (Ambystomatidae).

## Zasięg występowania
Rodzaj obejmuje gatunki występujące od Labradoru, Zatoki Jamesa i ekstremalnie południowo-wschodniej Alaski, na południe przez południową Kanadę, większość Stanów Zjednoczonych i Sierra Madre Zachodnia oraz centralny płaskowyż Meksyku; najwyraźniej nieobecne na półwyspie Floryda, również w Nevadzie, południowej Kalifornii, południowo-zachodniej Arizonie (Stany Zjednoczone), Kalifornii Dolnej i tropikalnych nizinach Meksyku.

## Morfologia
Niektóre gatunki, jak ambystoma meksykańska (Ambystoma mexicanum) posiadają zdolność rozmnażania się już w postaci larwalnej. Zjawisko to znane jest pod nazwą neotenii, a neoteniczna postać larwalna płazów z tego rodzaju nazywana jest aksolotlem.
Ambystoma tigrinum i A. mavortium w postaci larwalnej są bardzo podobne do A. mexicanum i zapewne dlatego z nim mylone. Larwy A. tigrinum i A. movortium znane są jako "water dog".

## Systematyka

### Etymologia
- Axolotus: nahuatl āxōlōtl lub āxōlōmeh „wodny potwór”, od atl „woda”; xolotl „potwór”[13]. Gatunek typowy: Axolotus pisciformis Jarocki, 1822 (= Gyrinus mexicanus Shaw & Nodder, 1789).
- Philhydrus (Phylhydrus[b]): gr. υλλον phullon „liść”; ὕδρος hudros „wąż wodny”[13]. Gatunek typowy: Siren pisciformis Shaw, 1802 (= Gyrinus mexicanus Shaw & Nodder, 1789).
- Siredon: gr. σειρηδών seirēdon „syrena”[13]. Gatunek typowy: Siredon axolotl Wagler, 1830 (= Gyrinus mexicanus Shaw & Nodder, 1789).
- Axolot: jak Axolotus. Gatunek typowy: Siren pisciformis Shaw, 1802 (= Gyrinus mexicanus Shaw & Nodder, 1789).
- Axolotus (Axolotl, Axolotes, Acholotes)[b]: jak Axolotus. Gatunek typowy: Siren pisciformis Shaw, 1802 (= Gyrinus mexicanus Shaw & Nodder, 1789).
- Ambystoma (Amblystoma[c], Ambistoma[b]): gr. αμβλυς amblus „tępy”, od αμβλυνω amblunō „stępić”; στομα stoma, στοματος stomatos „usta”[2].
- Xiphonura: gr. ξιφος xiphos „miecz”; ουρα oura „ogon”[9]. Gatunek typowy: Salamandra jeffersoniana Green, 1827.
- Salamandroidis (Salamandroides[b]): gr. σαλαμάνδρα salamandra „salamandra”; -οιδης -oidēs „przypominający”[13]. Gatunek typowy: Lacerta subviolacea Barton, 1804 (= Lacerta maculata Shaw, 1802).
- Limnarches: gr. λιμνη limnē „staw, jezioro”; αρχων arkhōn „szef”, od αρχω arkhō „rządzić”[32]. Nazwa zastępcza dla Ambystoma Tschudi, 1838.
- Xiphoctonus: gr. ξιφος xiphos „miecz”; κτονος ktonos „morderca”, od κτεινω kteinō „zabić”[32]. Nazwa zastępcza dla Ambystoma Tschudi, 1838.
- Heterotriton: gr. ἑτερος heteros „inny, różny”; τρίτων tritōn „traszka”[32]. Gatunek typowy: Salamandra ingens Green, 1831 (= Salamandra tigrina Green, 1825).
- Plagiodon: gr. πλαγιος plagios „ukośny”, od πλαζω plazō „odwrócić się”; οδους odous, οδοντος odontos „ząb”[17]. Nazwa zastępcza dla Ambystoma Tschudi, 1838.
- Desmiostoma: gr. δεσμα desma, δεσματος desmatos „przepaska”; στομα stoma, στοματος stomatos „usta”[32]. Gatunek typowy: Desmiostoma maculatus Sager, 1858 (= Salamandra tigrina Green, 1825).
- Axoloteles: jak Axolotus. Gatunek typowy: Axoloteles guttatus Wood, 1826 (= Gyrinus mexicanus Shaw & Nodder, 1798).
- Pectoglossa: gr. πηκτος pēktos „utkwiony, stały”; γλωσσα glōssa „język”[32]. Gatunek typowy: Plethodon persimilis J.E. Gray, 1859 (= Salamandra jeffersoniana Green, 1827).
- Linguaelapsus: łac. lingua, lingula „język”; lapsus „ślizganie”[32]. Gatunek typowy: Ambystoma annulatum Cope, 1886.
- Rhyacosiredon: gr. ῥυαξ rhuax, ῥυακος rhuakos „wezbrany strumień”, od ῥεω rheō „płynąć”; σειρηδών seirēdon „syrena”[32]. Gatunek typowy: Amblystoma altamirani Dugès, 1895.
- Plioambystoma: Pliocen; rodzaj Ambystoma Tschudi, 1838[32]. Gatunek typowy: Plioambystoma kansense Adams & Martin, 1929.
- Bathysiredon: gr. βαθυς bathus „głęboki”; σειρηδών seirēdon „syrena”[32]. Gatunek typowy: Siredon dumerilii Dugès, 1870.
- Lanebatrachus: Henry Higgins Lane (1878–1965), amerykański zoolog; βατραχος batrakhos żaba[29]. Gatunek typowy: Lanebatrachus martini Taylor, 1941 (= Plioambystoma kansense Adams & Martin, 1929)
- Ogallalabatrachus: formacja Ogallala, środkowy Pliocen, Rhinoceros Hill, Hrabstwo Wallace, Kansas; βατραχος batrakhos żaba[30]. Gatunek typowy: Ogallalabatrachus horarium Taylor, 1941 (= Plioambystoma kansense Adams & Martin, 1929).

### Podział systematyczny
Do rodzaju należą następujące gatunki:

- Ambystoma altamirani Dugès, 1895
- Ambystoma amblycephalum Taylor, 1940
- Ambystoma andersoni Krebs & Brandon, 1984
- Ambystoma annulatum Cope, 1886 – ambystoma pierścieniowata
- Ambystoma barbouri Kraus & Petranka, 1989
- Ambystoma bishopi Goin, 1950
- Ambystoma californiense J.E. Gray, 1853 – ambystoma kalifornijska
- Ambystoma cingulatum Cope, 1868
- Ambystoma dumerilii (Dugès, 1870)
- Ambystoma gracile (Baird, 1859)
- Ambystoma jeffersonianum (Green, 1827)
- Ambystoma laterale Hallowell, 1856 – ambystoma niebieskoplama
- Ambystoma lermaense (Taylor, 1940)
- Ambystoma mabeei Bishop, 1928
- Ambystoma macrodactylum Baird, 1850 – ambystoma długopalca
- Ambystoma maculatum (Shaw, 1802) – ambystoma plamista
- Ambystoma mavortium Baird, 1850
- Ambystoma mexicanum (Shaw & Nodder, 1798) – ambystoma meksykańska
- Ambystoma opacum (Gravenhorst, 1807) – ambystoma paskowana
- Ambystoma ordinarium Taylor, 1940
- Ambystoma rosaceum Taylor, 1941
- Ambystoma silvense Webb, 2004
- Ambystoma talpoideum (Holbrook, 1838) – ambystoma krecia
- Ambystoma texanum (Matthes, 1855)
- Ambystoma tigrinum (Green, 1825) – ambystoma tygrysia
- Ambystoma velasci Dugès, 1888